# Lysiteles coronatus
Lysiteles coronatus là một loài nhện trong họ Thomisidae.
Loài này thuộc chi Lysiteles. Lysiteles coronatus được miêu tả năm 1861 bởi Grube.